# Chevrolet Camaro (1970)
La Chevrolet Camaro II è un'autovettura costruita dalla casa automobilistica statunitense Chevrolet dal 1970 al 1981, come seconda generazione della omonima muscle car/pony car.

## Profilo e contesto

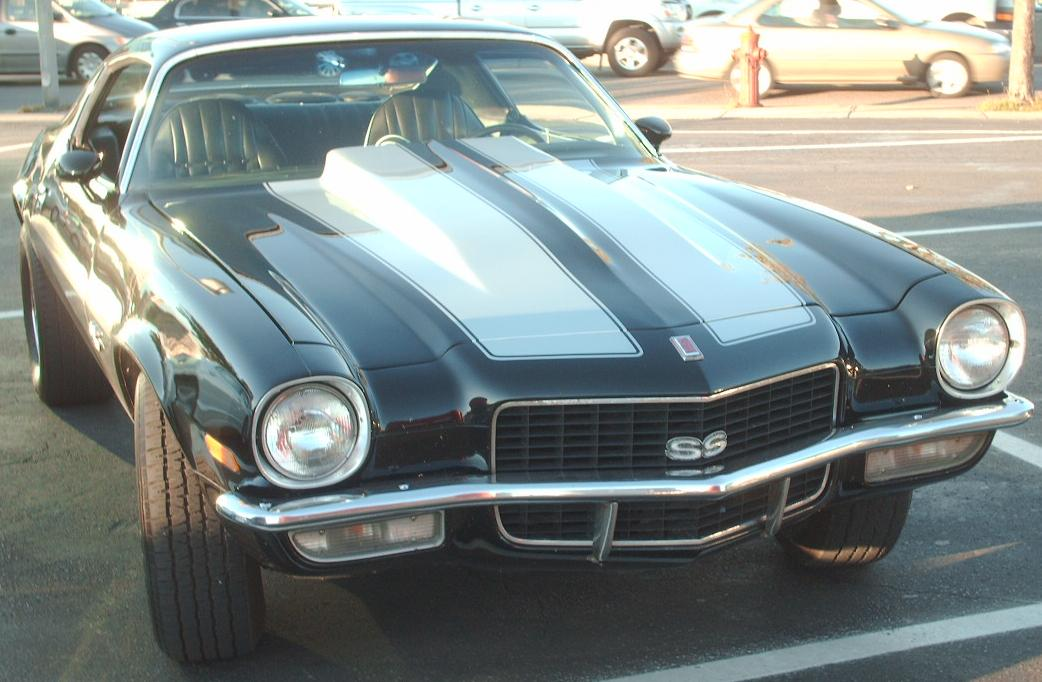
Camaro SS seconda serie del periodo 1970-72

Soprannominata "Super Hugger", la Camaro di seconda generazione era un'auto completamente nuova, riprendendo solo la filosofia progettuale con il layout avente una struttura monoscocca che utilizzava un sottotelaio anteriore e sospensioni anteriori con bracci ad "A" avente molle elicoidali e del tipo balestra al posteriore.
Il telaio e le sospensioni della seconda generazione furono perfezionati sia dal punto di vista delle prestazioni che nel comfort. Presentata nella primavera del 1970, Importanti modifiche furono apportate nel 1974 e nel 1978. Il 1981 fu l'ultimo anno di produzione per la Camaro di seconda generazione.

## Storia e tecnica

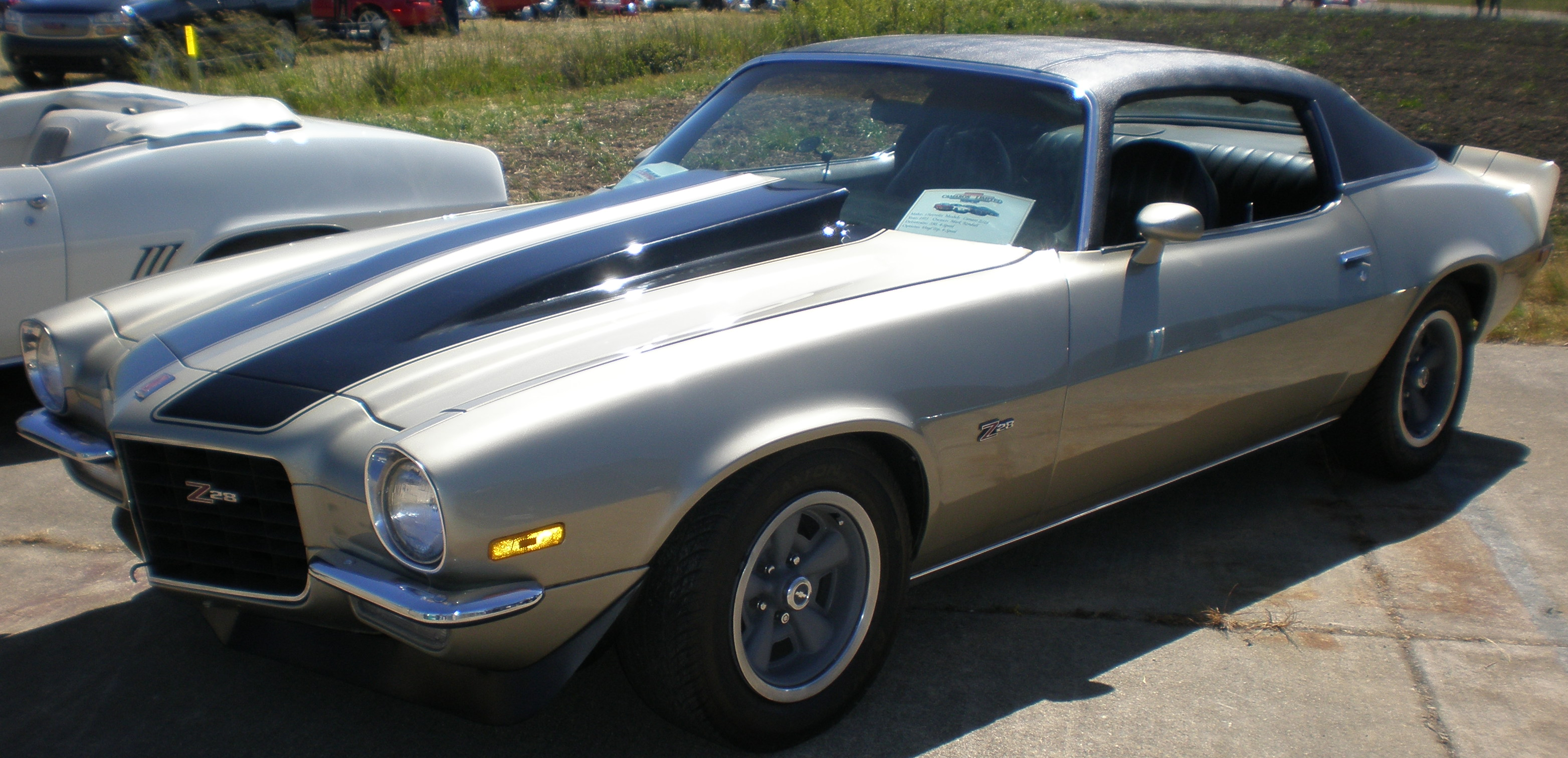
La Chevrolet Camaro Z28 Mk II del 1973

La maggior parte dei componenti del motore e della trasmissione furono ripresi dalla precedente Camaro, a eccezione del sei cilindri 230 (3,8 litri): il motore base era il sei cilindri 250 (4,1 litri), da 155 CV (116 kW). La Camaro SS 396 del 1970 montava il V8 L78 da 6,5 litri con potenza di 350 CV (261 kW). A partire dal 1970, i V8 big block equipaggiati con un singolo carburatore Holley a 4 corpi producevano 375 CV (280 kW) a 5600 giri al minuto e 563 Nm a 3600 giri al minuto. Due motori da 7,4 litri (LS6 e LS7) erano elencati nelle prime schede tecniche e in alcune brochure di vendita, ma non furono mai messi in produzione. Oltre al modello base, si poteva selezionare il pacchetto RS (Rally Sport) con muso e paraurti differenti, il pacchetto SS (Super Sport) e il pacchetto Z-28 Special Performance quest'ultimo con un nuovo motore ad alte prestazioni LT-1 da 360 CV (268 kW) e 520 Nm di coppia. Il motore LT-1 della Camaro Z-28 del 1970 proveniva dalla Corvette.
Il nuovo stile della carrozzeria presentava una linea del tetto fastback. Le porte erano più larghe per consentire un accesso più facile ai sedili posteriori. Il modello base presentava un design con paraurti/griglia separato con luci di posizione sotto il paraurti, mentre la RS includeva una griglia differente insieme a luci di posizione rotonde poste accanto ai fari e paraurti che circondavano su entrambi i lati la griglia del radiatore. La parte posteriore era caratterizzata da quattro luci rotonde simili a quelle della Corvette. Non venne realizzata una versione cabriolet, rendendo questa l'unica generazione di Camaro a non offrirne una.
Fu la prima Camaro con una barra stabilizzatrice posteriore.
All'interno, c'era un nuovo cruscotto curvo presentava diversi quadranti rotondi per indicatori e altri interruttori direttamente davanti al conducente, mentre la sezione inferiore includeva i controlli del riscaldamento, aria condizionata a sinistra del conducente e la radio, l'accendisigari e il posacenere al centro e lo sportello del vano portaoggetti sulla destra. I nuovi sedili avvolgenti, unici per i modelli del 1970, presentavano schienali squadrati e poggiatesta regolabili, mentre i sedili posteriori erano costituiti da due cuscini avvolgenti. La console era ora integrata nel cruscotto inferiore con una piccola area portaoggetti o un mangia cassette. Gli interni standard presentavano rivestimenti interamente in vinile e una finitura del cruscotto nera opaca.

## Evoluzione

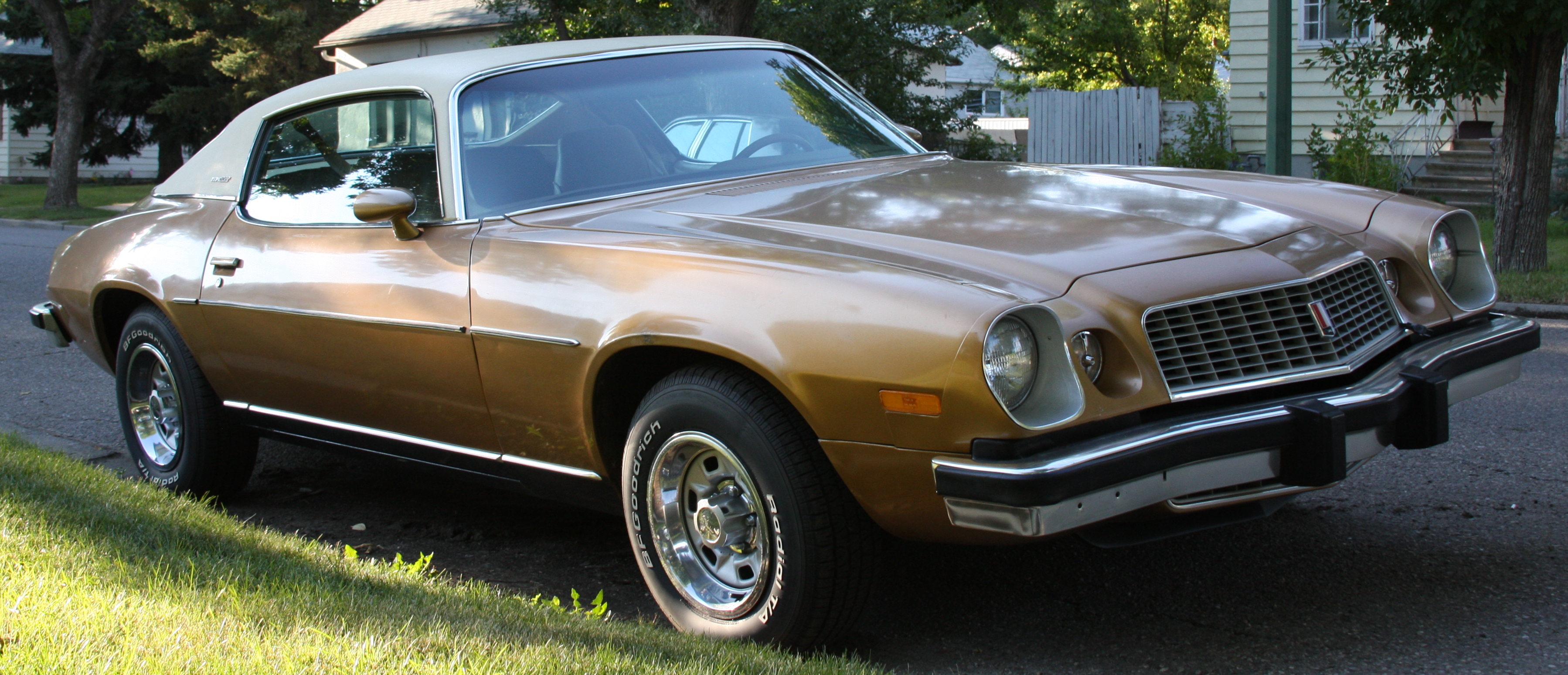
Chevrolet Camaro restyling 1974

### Primo restyling: Model Year 1974
La Camaro nel 1974 venne sottoposta ad un importante restyling, in cui la lunghezza crebbe di 178 mm (7 pollici) in più a causa dei nuovi paraurti in alluminio necessari per soddisfare i nuovi standard federali e a una nuova griglia a sviluppo orizzontale inclinata in avanti. Le luci posteriori rotonde vennero sostituite con altre dal design rettangolare. 

#### 1975
Nel 1975 fu introdotto un nuovo lunotto dalla forma avvolgente in sostituzione del precedente dalla forma piatta; lo stemma della Camaro benne spostato dal centro della griglia al di sopra del cofano. Gli interni furono leggermente rivisti.
Venne introdotto anche un convertitore catalitico al sistema di scarico di tutte le motorizzazioni.

### Secondo restyling: Model Year 1978

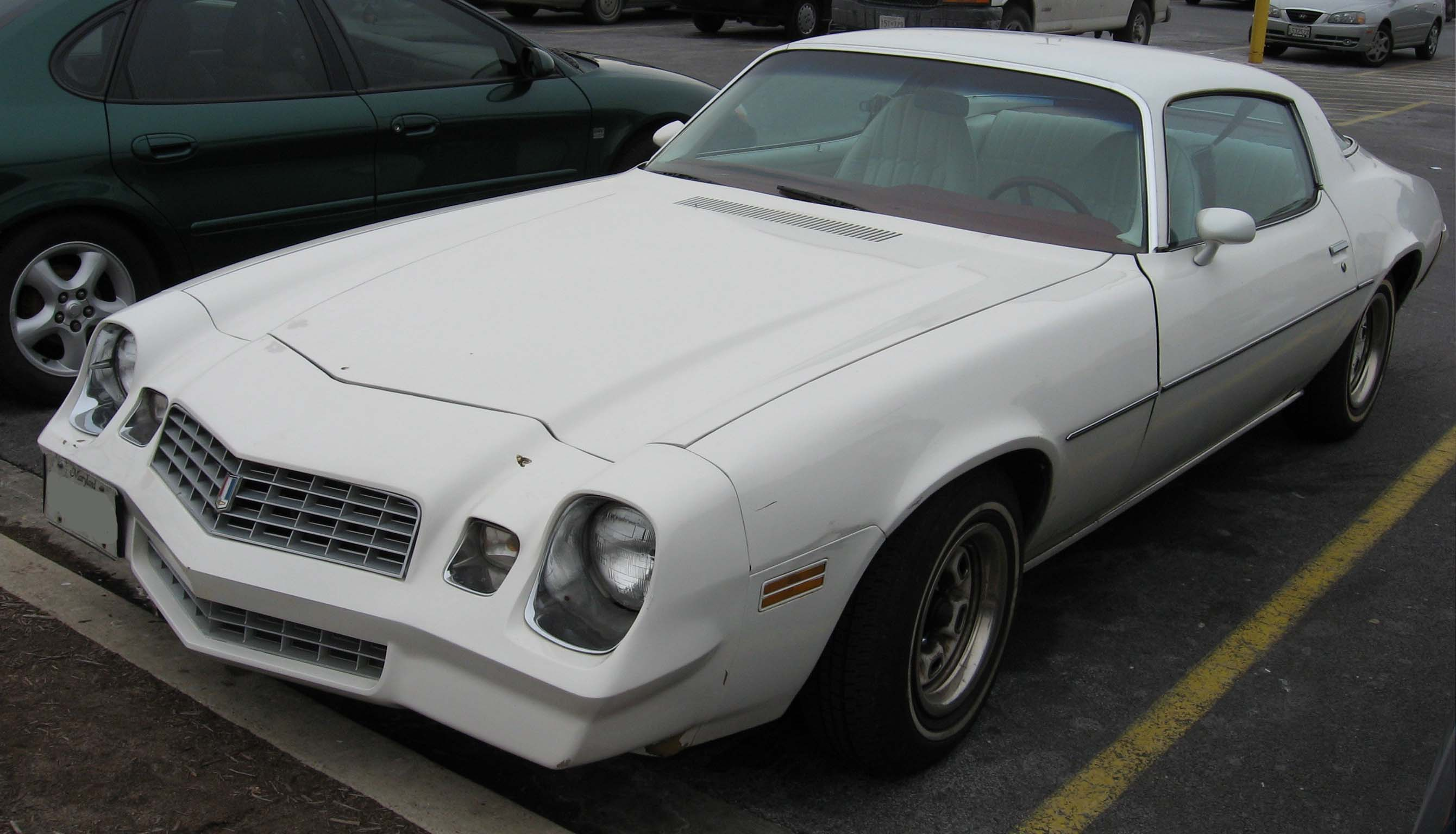
Chevrolet Camaro restyling 1978

Nel 1978 venne sottoposta ad un altro importante aggiornamento, chr presentava un nuovo paraurti anteriore e posteriore in poliuretano in tinta con la carrozzeria. Le Z28 avevano una presa d'aria sul cofano finta non funzionante con una decalcomania. Le luci posteriori vennero aggiornate per includere gli indicatori di direzione color ambra.